# Людина Омега
«Людина Омега» (англ. The Omega Man) — американський фантастичний постапокаліптичний фільм 1971 року режисера Бориса Сагала. Екранізація роману Річарда Метісона «Я — легенда». Прем'єра фільму відбулася 1 серпня 1971 року.

## Сюжет
Дія відбувається в Лос-Анджелесі в 1977 році, через 2 роки після бактеріологічної війни між Радянським Союзом і Китаєм. Внаслідок війни планетою рознеслася хвороба, викликана бактеріями, яка забрала життя більшості населення Землі. Єдиний, хто залишився в місті живим, військовий лікар, полковник армії США Роберт Невілл, який живе в центрі в укріпленому будинку і має імунітет до хвороби завдяки вакцинації.
Крім Невілла, в місті живуть й інші люди, уражені хворобою, які повністю змінилися психічно під її дією. Вони стали альбіносами зі світлобоязню, схильні до жорстокості фанатичні сектанти, які утворили свою спільноту і називають себе «Сім'єю». Лідером Сім'ї є Джонатан Матіас, колишній відомий ведучий теленовин. Члени Сім'ї вважають, що війна і біозараження сталися з вини науки, і тому дотримуються луддитських поглядів. Доктор Невілл весь цей час займається тим, що вдень роз'їжджає по місту, вишукуючи членів Сім'ї та вбиваючи їх, попутно поповнюючи свої запаси, а вночі відбивається від атак Сім'ї та проводить досліди з отримання вакцини від хвороби. Влаштувавши Роберту Невіллу пастку, Сім'я захоплює його. Від кари доктора рятує невелика група людей, яка, попри зараження, має підвищену опірність до хвороби. Їх становище нестійке, оскільки вони все одно ризикують захворіти. Невілл допомагає цим людям, створивши вакцину і вилікувавши одного з них, Річі.
Річі вирушає до членів Сім'ї, щоб повідомити їм новину про створення вакцини й про можливість порятунку. Але сектанти його вбивають і починають полювання на Невілла. Тим часом у Лізи, сестри Річі, відбувається рецидив хвороби, і вона приєднується до Сім'ї. Сім'я разом з Матіасом і Лізою проникають у будинок Невілла і захоплюють доктора. Невілл, взявши Лізу і вакцину, втікає, отримавши важке поранення. Вмираючи, доктор передає вакцину дівчині і решті членів групи незаражених, які виїжджають з міста. Можливо, у людства ще є шанс на порятунок.

## В ролях
| Актор              | Роль            |
| ------------------ | --------------- |
| Чарлтон Гестон     | Роберт Невілл   |
| Ентоні Зербе       | Джонатан Матіас |
| Розалінд Кеш       | Ліза            |
| Пол Косло          | Датч            |
| Ерік Лановілль     | Річі            |
| Лінкольн Кілпатрік | Захарій         |
| Брайан Точі        | Томмі           |